# IC 2790
IC 2790 је елиптична галаксија у сазвјежђу Лав која се налази на листи објеката дубоког неба у Индекс каталогу.
Деклинација објекта је + 9° 33' 17" а ректасцензија 11h 23m 34,0s. Привидна величина (магнитуда) објекта IC 2790 износи 16,0 а фотографска магнитуда 17,0.